# Venizelia 2021
Das 2. Venizelia war eine Leichtathletik-Veranstaltung die am 30. Mai 2021 in Chania stattfand. Es war Teil der World Athletics Continental Tour zählte zu den Bronze-Meetings, der dritthöchsten Kategorie dieser Leichtathletik-Serie.

## Resultate

### Männer

#### 100 Meter
| Platz | Athlet                | Land | Zeit (s) |
| ----- | --------------------- | ---- | -------- |
| 1     | Andrew Robertson      | GBR  | 10,20    |
| 2     | Usheoritse Itsekiri   | NGR  | 10,29    |
| 3     | Kojo Musah            | DEN  | 10,34    |
| 4     | Theodoros Vrontinos   | GRC  | 10,56    |
| 5     | Konstantinos Zikos    | GRC  | 10,57    |
| 6     | Stavros Avgoustinou   | CYP  | 10,57    |
| 7     | Ioannis Nyfandopoulos | GRC  | 10,61    |
| 8     | Dimitrios Hrisafis    | GRC  | 10,62    |

Wind: +1,6 m/s

#### 400 Meter
| Platz | Athlet               | Land | Zeit (s) |
| ----- | -------------------- | ---- | -------- |
| 1     | Giuseppe Leonardi    | ITA  | 47,05    |
| 2     | Christopher Naliali  | FRA  | 47,19    |
| 3     | Jewhen Huzol         | UKR  | 48,11    |
| 4     | Dimitris Levantinos  | GRC  | 48,71    |
| 5     | Charidimos Xenidakis | GRC  | 49,09    |
| 6     | Ioannis Roussis      | GRC  | 49,48    |
| 7     | Eraldo Qerama        | ALB  | 49,81    |

#### 1500 Meter
| Platz               | Athlet                | Land | Zeit (min) |
| ------------------- | --------------------- | ---- | ---------- |
| 1                   | Simas Bertašius       | LTU  | 3:37,82 NR |
| 2                   | Tom Elmer             | SUI  | 3:38,55    |
| 3                   | Hamish Carson         | NZL  | 3:38,95    |
| 4                   | Pietro Arese          | ITA  | 3:42,35    |
| 5                   | Sergios Diakostefanis | GRC  | 3:53,72    |
| 6                   | Petros Papaioannou    | GRC  | 3:54,34    |
| 7                   | Theodoros Aroniadas   | GRC  | 4:02,47    |
| 8                   | Dimitrios Gantatsios  | GRC  | 4:02,62    |
| 9                   | Alexandros Soukoulis  | GRC  | 4:03,63    |
|                     | Andreas Dimitrakis    | GRC  | DNF        |
| Antonios Sapounakis | GRC                   | DNF  |            |

#### Weitsprung
| Platz | Athlet                       | Land | Weite (m) |
| ----- | ---------------------------- | ---- | --------- |
| 1     | Miltiadis Tendoglou          | GRC  | 8,27      |
| 2     | Jean-Pierre Bertrand         | FRA  | 7,96      |
| 3     | Andrzej Kuch                 | POL  | 7,88      |
| 4     | Jules Pommery                | FRA  | 7,79      |
| 5     | Nikolaos Xenikakis           | GRC  | 7,55      |
| 6     | Adonios Stilianidis          | GRC  | 7,51      |
| 7     | Alexandros-Viktor Peristeris | GRC  | 7,51      |
| 8     | Yann Randrianasolo           | FRA  | 7,50      |
| 9     | Boris Linkow                 | BUL  | 7,42      |
| 10    | Loukas Simillidis            | CYP  | 7,19      |
| 11    | Ioannis Mantartzidis         | GRC  | 7,06      |
| 12    | Alexios Argyropoulos         | GRC  | 6,92      |

#### Dreisprung
| Platz | Athlet                 | Land | Weite (m) |
| ----- | ---------------------- | ---- | --------- |
| 1     | Andreas Pantazis       | GRC  | 16,74     |
| 2     | Nikolaos Andrikopoulos | GRC  | 16,47     |
| 3     | Alexandros Athanasiou  | GRC  | 15,96     |
| 4     | Dimitrios Monopolis    | GRC  | 15,74     |
| 5     | Savvas Charalabakis    | GRC  | 14,09     |

#### Kugelstoßen
| Platz | Athletin              | Land | Weite (m) |
| ----- | --------------------- | ---- | --------- |
| 1     | Tsanko Arnaudov       | POR  | 20,02     |
| 2     | Odysseas Mouzenidis   | GRC  | 19,48     |
| 3     | Roman Kokoschko       | UKR  | 19,30     |
| 4     | Anastasios Latifllari | GRC  | 19,08     |
|       | Sebastiano Bianchetti | ITA  | NM        |

#### Hammerwurf
| Platz | Athletin               | Land | Weite (m) |
| ----- | ---------------------- | ---- | --------- |
| 1     | Christos Frantzeskakis | GRC  | 74,44     |
| 2     | Marco Lingua           | ITA  | 72,85     |
| 3     | Taylor Campbell        | GBR  | 72,49     |
| 4     | Orestis Dousakis       | GRC  | 68,40     |
| 5     | Ivan Menglebei         | GRC  | 67,69     |
| 6     | Eleftherios Goumenakis | GRC  | 54,52     |
| 7     | Konstantinos Fourakis  | GRC  | 49,87     |

### Frauen

#### 100 Meter
| Platz | Athletin                      | Land | Zeit (s) |
| ----- | ----------------------------- | ---- | -------- |
| 1     | Rafaela Spanoudaki-Chatziriga | GRC  | 11,34    |
| 2     | Inna Eftimowa                 | BUL  | 11,51    |
| 3     | Ramona Papaioannou            | CYP  | 11,52    |
| 4     | Maria Gatou                   | GRC  | 11,57    |
| 5     | Katerina Dalaka               | GRC  | 11,61    |
| 6     | Milana Tirnanić               | SRB  | 11,63    |
| 7     | Astrid Glenner-Frandsen       | DEN  | 11,68    |
| 8     | Kyriaki Samani                | GRC  | 12,30    |

Wind: +1,3 m/s

#### 400 Meter
| Platz | Athletin            | Land | Zeit (s) |
| ----- | ------------------- | ---- | -------- |
| 1     | Eleni Artymata      | CYP  | 52,31    |
| 2     | Leni Shida          | UGA  | 52,62    |
| 3     | Irini Vasiliou      | GRC  | 53,02    |
| 4     | Camille Laus        | BEL  | 53,57    |
| 5     | Andriana Ferra      | GRC  | 54,14    |
| 6     | Djénébou Danté      | MLI  | 54,76    |
| 7     | Svea Köhrbrück      | GER  | 55,54    |
| 8     | Maria-Myrta Argyrou | GRC  | 55,63    |

#### 800 Meter
| Platz | Athletin              | Land | Zeit (min) |
| ----- | --------------------- | ---- | ---------- |
| 1     | Tetjana Petljuk       | UKR  | 2:09,17    |
| 2     | Ekaterini Koutli      | GRC  | 2:10,21    |
| 3     | Kalliopi Kountouri    | CYP  | 2:10,31    |
| 4     | Ekaterini Dovrou      | GRC  | 2:11,76    |
| 5     | Eftychia Giouvri      | GRC  | 2:12,86    |
| 6     | Eleni Ioannidou       | GRC  | 2:14,46    |
| 7     | Eva Kasleva-Tsirigoti | GRC  | 2:20,26    |

#### 100 m Hürden
| Platz | Athletin             | Land | Zeit (s) |
| ----- | -------------------- | ---- | -------- |
| 1     | Elisavet Pesiridou   | GRC  | 13,21    |
| 2     | Natalia Christofi    | CYP  | 13,32    |
| 3     | Anamaria Nesteriuc   | ROU  | 13,42    |
| 4     | Lucie Čuda Koudelová | GRC  | 13,48    |
|       | Mette Graversgaard   | DEN  | DNF      |

Wind: +0,7 m/s

#### Hochsprung
| Platz | Athletin             | Land | Weite (m) |
| ----- | -------------------- | ---- | --------- |
| 1     | Michaela Hrubá       | CZE  | 1,91      |
| 2     | Urtė Baikštytė       | LTU  | 1,89      |
| 3     | Tatiana Gousin       | GRC  | 1,87      |
| 4     | Ioanna Zakka         | GRC  | 1,79      |
| 5     | Despina Charalambous | CYP  | 1,79      |
| 6     | Ekaterini Vavoule    | GRC  | 1,70      |
|       | Panagiota Dosi       | GRC  | NH        |

#### Dreisprung
| Platz         | Athletin                  | Land | Weite (m) |
| ------------- | ------------------------- | ---- | --------- |
| 1             | Spyridoula Karydi         | GRC  | 14,00     |
| 2             | Ottavia Cestonaro         | ITA  | 13,55     |
| 3             | Tetjana Ptaschkina        | UKR  | 13,47     |
| 4             | Thelma Nohemí Fuentes     | GUA  | 13,37     |
| 5             | Ariana Kusmanowa          | BUL  | 12,82     |
| 6             | Aggeliki Lymperopoulou    | GRC  | 12,64     |
| 7             | Maria Eleni Stamatelou    | GRC  | 12,43     |
| 8             | Anastasia Foutsitzidou    | GRC  | 12,47     |
| 9             | Erasmia-Ekaterini Valiadi | GRC  | 11,76     |
|               | Xeni Leontidou            | GRC  | NM        |
| Ioanna Karaki | GRC                       | NM   |           |